# Prolegômenos Para Qualquer Futura Metafísica
Prolegômenos Para Qualquer Futura Metafísica (em alemão: Prolegomena zu einer jeden künftigen Metaphysik, die als Wissenschaft wird auftreten können) é um livro do filósofo alemão Immanuel Kant, publicado em 1783, dois anos após a primeira edição de sua Crítica da Razão Pura. Uma das obras mais curtas de Kant, contém um resumo das principais conclusões da Crítica, às vezes por argumentos que Kant não usou na Crítica. Kant caracteriza sua abordagem mais acessível aqui como "analítica", em oposição à Crítica exame "sintético" de sucessivas faculdades da mente e seus princípios.
O livro também pretende ser uma polêmica. Kant ficou desapontado com a má recepção da Crítica da Razão Pura, e aqui ele repetidamente enfatiza a importância de seu projeto crítico para a própria existência da metafísica como ciência. O apêndice final contém uma refutação detalhada a uma revisão desfavorável da Crítica.

## Conteúdo

### Introdução
Kant declarou que os Prolegômenos são para o uso de alunos e professores como uma maneira heurística de descobrir uma ciência da metafísica. Ao contrário de outras ciências, a metafísica ainda não alcançou um conhecimento universal e permanente. Não há padrões para distinguir a verdade do erro. Kant perguntou: "A metafísica pode ser possível?".
David Hume investigou o problema da origem do conceito de causalidade. O conceito de causalidade é verdadeiramente independente da experiência ou é aprendido com a experiência? Hume erroneamente tentou derivar o conceito de causalidade da experiência. Ele achava que a causalidade era realmente baseada em ver dois objetos que sempre estiveram juntos em experiências passadas. Se a causalidade não depende da experiência, entretanto, ela pode ser aplicada a objetos metafísicos, como um Deus onipotente ou uma alma imortal. Kant afirmou ter deduzido logicamente como a causalidade e outros conceitos puros se originam da própria compreensão humana, não da experiência do mundo externo.
Ao contrário da Crítica da Razão Pura, que foi escrita no estilo sintético, Kant escreveu os Prolegômenos usando o método analítico. Ele dividiu a questão sobre a possibilidade da metafísica como ciência em três partes. Ao fazer isso, ele investigou os três problemas da possibilidade de matemática pura, ciência natural pura e metafísica em geral. Seu resultado lhe permitiu determinar os limites da razão pura e responder à pergunta sobre a possibilidade da metafísica como ciência.

### Preâmbulo sobre as peculiaridades de todo conhecimento metafísico
1. Sobre as fontes da metafísica
Os princípios metafísicos são a priori porque não são derivados da experiência externa ou interna. O conhecimento metafísico é a cognição filosófica que vem do entendimento puro e da razão pura.
§ 2. Sobre o tipo de conhecimento que só pode ser chamado de metafísico
a. Sobre a distinção entre julgamentos analíticos e sintéticos em geral
Os juízos analíticos são explicativos. Eles não expressam nada no predicado, mas o que já foi realmente pensado no conceito do sujeito. Juízos sintéticos são expansivos. O predicado contém algo que não é realmente pensado no conceito do sujeito. Amplia o conhecimento acrescentando algo ao conceito do sujeito.
b. O princípio comum de todos os juízos analíticos é a lei da contradição
O predicado de um juízo analítico afirmativo já está contido no conceito de sujeito, do qual não pode ser negado sem contradição. Todos os julgamentos analíticos são a priori.
c. Juízos sintéticos requerem um princípio que é diferente da lei da contradição.
1. Os julgamentos da experiência são sempre sintéticos.
Julgamentos analíticos não são baseados na experiência. Baseiam-se meramente no conceito do sujeito.
2. Os julgamentos matemáticos são todos sintéticos.
O conhecimento matemático puro é diferente de todos os outros conhecimentos a priori. É sintético e não pode ser conhecido a partir de uma mera análise conceitual. A matemática requer a construção intuitiva de conceitos. As somas aritméticas são o resultado da adição de contadores intuídos. Conceitos geométricos, como "menor distância", são conhecidos apenas pela intuição.
3. Os juízos metafísicos propriamente ditos são todos sintéticos.
Conceitos e julgamentos pertencentes à metafísica podem ser analíticos. Estes podem não ser metafísicos, mas podem ser combinados para fazer julgamentos a priori, sintéticos e metafísicos. Por exemplo, o julgamento analítico "a substância só existe como sujeito" pode ser usado para fazer o julgamento "toda substância é permanente", que é um julgamento sintético e propriamente metafísico.
§ 3. Uma observação sobre a divisão geral do juízo em analítico e sintético.
Esta divisão é crítica, mas não foi devidamente reconhecida pelos filósofos anteriores.
§ 4. A questão geral dos Prolegômenos: a metafísica é possível?
A Crítica da Razão Pura investiga essa questão sinteticamente. Nela, um exame abstrato dos conceitos das fontes da razão pura resulta no conhecimento da própria ciência da metafísica. Os Prolegômenos, por outro lado, começam com o fato conhecido de que existe um conhecimento metafísico sintético a priori real da matemática pura e da ciência natural pura. A partir desse conhecimento, analiticamente, chegamos às fontes de possibilidade da metafísica.
§ 5. O problema geral: como é possível o conhecimento da razão pura?
Ao usar o método analítico, partimos do fato de que existem proposições sintéticas reais a priori e então investigamos as condições de sua possibilidade. Ao fazer isso, aprendemos os limites da razão pura.

### Parte um do principal problema transcendental. Como a matemática pura é possível?
§ 6. A matemática consiste no conhecimento sintético a priori. Como foi possível à razão humana produzir tal conhecimento a priori ? Se entendermos as origens da matemática, poderemos conhecer a base de todo conhecimento que não seja derivado da experiência.
§ 7. Todo conhecimento matemático consiste em conceitos derivados de intuições. Essas intuições, no entanto, não são baseadas na experiência.
§ 8. Como é possível intuir algo a priori? Como pode ocorrer a intuição do objeto antes da experiência do objeto?
§ 9. Minha intuição de um objeto pode ocorrer antes que eu experimente um objeto se minha intuição contiver apenas a mera forma de experiência sensorial.
§ 10. Só podemos intuir as coisas a priori através da mera forma da intuição sensível. Ao fazê-lo, só podemos conhecer os objetos como eles aparecem para nós, não como eles são em si mesmos, separados de nossas sensações. A matemática não é uma análise de conceitos. Os conceitos matemáticos são construídos a partir de uma síntese de intuições. A geometria é baseada na pura intuição do espaço. O conceito aritmético de número é construído a partir da adição sucessiva de unidades no tempo. A mecânica pura usa o tempo para construir o movimento. Espaço e tempo são puras intuições a priori. Eles são meras formas de nossas sensações e existem em nós antes de todas as nossas intuições de objetos. O espaço e o tempo são conhecimentos a priori de um objeto sentido como ele aparece para um observador.
§ 11. O problema da intuição a priori está resolvido. A pura intuição a priori do espaço e do tempo é a base da intuição empírica a posteriori. O conhecimento matemático sintético a priori refere-se a objetos percebidos empiricamente. A intuição a priori refere-se à mera forma da sensibilidade; torna possível a aparência de objetos. A forma a priori de um objeto fenomenal é o espaço e o tempo. A matéria a posteriori de um objeto fenomênico é a sensação, que não é afetada pela intuição pura, a priori. O a priori subjetivo formas puras de sensação, ou seja, espaço e tempo, são a base da matemática e de todos os fenômenos objetivos a posteriori aos quais a matemática se refere.
§ 12. O conceito de intuição pura, a priori, pode ser ilustrado pela congruência geométrica, a tridimensionalidade do espaço e a ilimitação do infinito. Estes não podem ser mostrados ou inferidos a partir de conceitos. Eles só podem ser conhecidos através da pura intuição. A matemática pura é possível porque intuímos o espaço e o tempo como a mera forma dos fenômenos.
§ 13. A diferença entre coisas semelhantes que não são congruentes não pode ser tornada inteligível pela compreensão e pensamento sobre qualquer conceito. Eles só podem se tornar inteligíveis por serem intuídos ou percebidos. Por exemplo, a diferença de quiralidade é dessa natureza. Assim também é a diferença vista nas imagens espelhadas. Mãos e orelhas direitas são semelhantes às mãos e orelhas esquerdas. Não são, porém, congruentes. Esses objetos não são coisas enquanto são separados de sua aparência. Eles são conhecidos apenas através da intuição sensorial. A forma da intuição sensível externa é o espaço. O tempo é a forma do sentido interno. O tempo e o espaço são meras formas de nossa intuição sensorial e não são qualidades das coisas em si mesmas, separadas de nossa intuição sensorial.
Observação I. A matemática pura, incluindo a geometria pura, tem realidade objetiva quando se refere a objetos dos sentidos. Proposições matemáticas puras não são criações da imaginação. Eles são necessariamente válidos para o espaço e todos os seus objetos fenomenais porque o espaço matemático a priori é a forma fundamental de toda aparência externa a posteriori.
Observação II. O idealismo berkeleiano nega a existência das coisas em si mesmas. A Crítica da Razão Pura, no entanto, afirma que é incerto se os objetos externos são dados ou não, e só podemos conhecer sua existência como uma mera aparência. Ao contrário da afirmação de Locke, o espaço também é conhecido como uma mera aparência, não como uma coisa existente em si.
Observação III. O conhecimento sensorial representa as coisas apenas na maneira como elas afetam nossos sentidos. As aparências, não as coisas como existem em si mesmas, são conhecidas pelos sentidos. Espaço, tempo e todas as aparências em geral são meros modos de representação. O espaço e o tempo são ideais, subjetivos e existem a priori em todas as nossas representações. Eles se aplicam a todos os objetos do mundo sensível porque esses objetos existem como meras aparências. Tais objetos não são sonhos ou ilusões, no entanto. A diferença entre verdade e sonho ou ilusão depende da conexão das representações de acordo com as regras da verdadeira experiência. Um julgamento falso pode ser feito se tomarmos uma representação subjetiva como sendo objetiva. Todas as proposições da geometria são verdadeiras para o espaço e para todos os objetos que estão no espaço. Portanto, eles são verdadeiros para todas as experiências possíveis. Se o espaço é considerado a mera forma da sensibilidade, as proposições da geometria podem ser conhecidas a priori sobre todos os objetos da intuição externa.

### Parte dois do problema transcendental principal. Como é possível a ciência natural pura?
§ 14. Um observador não pode saber nada sobre objetos que existem em si mesmos, além de serem observados. As coisas em si não podem ser conhecidas a priori porque isso seria uma mera análise de conceitos. Nem a natureza das coisas em si pode ser conhecida a posteriori. A experiência nunca pode fornecer leis da natureza que descrevam como as coisas em si devem necessariamente existir completamente à parte da experiência de um observador.
§ 15. A ciência universal da natureza contém uma ciência pura da natureza, bem como uma ciência empírica da natureza. A ciência pura da natureza é a priori e expressa leis às quais a natureza deve necessariamente se conformar. Dois de seus princípios são "a substância é permanente" e "todo evento tem uma causa". Como é possível que existam tais leis universais a priori da natureza?
§ 16. Existe um conhecimento a priori da natureza que precede toda experiência. Este conhecimento puro é real e pode ser confirmado pela experiência natural. Não estamos preocupados com nenhum suposto conhecimento que não possa ser verificado pela experiência.
§ 17. As condições a priori que tornam a experiência possível são também as fontes das leis universais da natureza. Como isso é possível?
§ 18. Os juízos de experiência são juízos empíricos válidos para objetos externos. Eles requerem conceitos puros especiais que se originaram no entendimento puro. Todos os sujeitos de julgamento concordarão em sua experiência do objeto. Quando uma percepção é subordinada a esses conceitos puros, ela se transforma em experiência objetiva. Por outro lado, todos os julgamentos empíricos que são válidos apenas para o sujeito que julga são julgamentos de mera percepção. Esses juízos de percepção não estão incluídos em um conceito puro do entendimento.
§ 19. Não podemos conhecer imediata e diretamente um objeto como ele é, independentemente de como ele aparece. No entanto, se dissermos que um julgamento deve ser válido para todos os observadores, estaremos fazendo uma afirmação válida sobre um objeto. Julgamentos de experiência são julgamentos válidos sobre um objeto porque eles necessariamente conectam as percepções de todos sobre o objeto através do uso de um conceito puro do entendimento.
§ 20. Um julgamento de percepção é uma conexão de percepções na mente de um sujeito. Por exemplo, "Quando o sol brilha sobre uma pedra, a pedra fica quente". Um juízo de percepção não tem universalidade necessária e, portanto, nenhuma validade objetiva. Um julgamento de percepção pode se tornar um julgamento de experiência, como em "O sol aquece a pedra". Isso ocorre quando as percepções do sujeito estão ligadas segundo a forma de um conceito puro do entendimento. Esses conceitos puros do entendimento são as formas gerais que qualquer objeto deve assumir para ser experimentado.
§ 21. Em geral, os julgamentos sobre qualquer percepção têm as seguintes formas:
|                                                                                         | 1. Quantidade de Julgamentos - Universal (todos os Xs são A) - Particular (Alguns Xs são A) - Singular (O X é A) |                                                                                      |
| 2.Qualidade - Afirmativa (X é um A) - Negativo (X não é um A) - Infinito (X é um não-A) | | 3.Relação - Categórico (X é A) - Hipotético (Se A então B) - Disjuntivo (X é A ou B) |
|                                                                                         | 4. Modalidade - Problemático (X pode ser A) - Assertoric (X é A) - Apodítico (X deve ser A)                      |                                                                                      |

Em geral, os conceitos abstraídos de quaisquer percepções têm as seguintes formas:
|                                                             | 1. Categorias de Quantidade - Unidade - Pluralidade - Totalidade                                                    | |
| 2.Categorias de Qualidade - Realidade - Negação - Limitação | | 3.Categorias de Relação - Subsistência e Inerência (substância e acidente) - Causalidade e Dependência (causa e efeito) - Comunidade (reciprocidade entre agente e paciente) |
|                                                             | 4.Categorias de Modalidade - Possibilidade—Impossibilidade - Existência - Inexistência - Necessidade - Contingência | |

Os princípios científicos universais, sobre todo e qualquer fenômeno natural, têm as seguintes formas:
|                              | 1. Axiomas da Intuição                        |                             |
| 2. Antecipações de Percepção |                                               | 3. Analogias da Experiência |
|                              | 4. Postulados do pensamento empírico em geral |                             |

§ 21a. Este Prolegômenos é uma crítica ao entendimento e discute a forma e o conteúdo da experiência. Não é uma psicologia empírica que se preocupa com a origem da experiência. A experiência consiste em percepções sensoriais, julgamentos de percepção e julgamentos de experiência. Um julgamento da experiência inclui o que a experiência em geral contém. Esse tipo de julgamento resulta quando uma percepção sensorial e um julgamento de percepção são unificados por um conceito que torna o julgamento necessário e válido para todos os percebedores.
§ 22. Os sentidos intuem. O entendimento pensa, ou julga. A experiência é gerada quando um conceito do entendimento é adicionado a uma percepção sensorial. Os conceitos puros do entendimento são conceitos sob os quais todas as percepções sensoriais devem ser subsumidas [subsumir] antes que possam ser usadas em julgamentos de experiência. Uma síntese da percepção torna-se então necessária, universalmente válida e representativa de um objeto experimentado.
§ 23. Princípios puros a priori da experiência possível trazem [bringen unter] meras aparências fenomenais sob conceitos puros do entendimento. Isso torna o julgamento empírico válido em referência a um objeto externo. Esses princípios são leis universais da natureza que são conhecidas antes de qualquer experiência. Isso resolve a segunda questão "Como é possível a ciência pura da natureza?". Um sistema lógico consiste nas formas de todos os julgamentos em geral. Um sistema transcendental é feito de conceitos puros que são as condições de todos os juízos sintéticos e necessários. Um sistema físico, que é uma ciência universal e pura da natureza, contém princípios puros de todas as experiências possíveis.
§ 24. O primeiro princípio físico do entendimento puro inclui todas as aparências fenomenais espaciais e temporais sob o conceito de quantidade. Todas as aparências são grandezas extensivas. É o princípio dos axiomas da intuição.
O segundo princípio físico inclui a sensação sob o conceito de qualidade. Todas as sensações exibem um grau, ou magnitude intensiva, de realidade sentida. Este é o princípio das antecipações da percepção.
§ 25. Para que uma relação entre fenômenos seja válida como experiência objetiva, ela deve ser formulada de acordo com um conceito a priori. Os conceitos de substância/acidente, causa/efeito e ação/reação (comunidade) constituem princípios a priori que transformam as aparências subjetivas em experiências objetivas. O conceito de substância relaciona as aparências à existência. Os conceitos de causa e comunidade relacionam aparências a outras aparências. Os princípios que são feitos desses conceitos são as leis reais, dinâmicas [ newtonianas ] da natureza.
As aparências estão relacionadas à experiência em geral como sendo possíveis, reais ou necessárias. Julgamentos de experiência, que são pensados ou falados, são formulados usando esses modos de expressão.
§ 26. A tabela dos Princípios Universais da Ciência Natural é perfeita e completa. Seus princípios são limitados apenas à experiência possível. O princípio dos axiomas da intuição afirma que as aparências no espaço e no tempo são pensadas como quantitativas, tendo extensa magnitude. O princípio das antecipações da percepção afirma que a realidade sentida de uma aparência tem grau, ou magnitude intensiva. Os princípios das analogias da experiência afirmam que as aparências perceptivas, e não as coisas em si mesmas, são pensadas como objetos experimentados, de acordo com regras a priori do entendimento.
§ 27. Hume escreveu que não podemos compreender racionalmente causa e efeito (causalidade). Kant acrescentou que também não podemos compreender racionalmente substância e acidente (subsistência) ou ação e reação (comunidade). No entanto, ele negou que esses conceitos sejam derivados da experiência. Ele também negou que a necessidade deles fosse falsa e meramente uma ilusão resultante do hábito. Esses conceitos e os princípios que eles constituem são conhecidos antes da experiência e são válidos quando aplicados à experiência dos objetos.
§ 28. Não podemos saber nada sobre as relações das coisas em si ou de meras aparências. Quando falamos ou pensamos sobre objetos da experiência, no entanto, eles devem necessariamente ter as relações de subsistência, causalidade e comunidade. Esses conceitos constituem os princípios da possibilidade de nossa experiência.
§ 29. No que diz respeito à causalidade, começamos com a forma lógica de um julgamento hipotético. Podemos fazer um julgamento subjetivo da percepção e dizer: "Se o sol brilhar por tempo suficiente sobre um corpo, então o corpo ficará quente". Esta, porém, é uma regra empírica válida apenas para as aparências de uma consciência. Se eu quiser fazer um julgamento hipotético objetivo e universalmente válido, no entanto, devo fazê-lo na forma de causalidade. Como tal, eu digo: "O sol é a causa do calor". Esta é uma lei universal e necessária que vale para a possibilidade da experiência objetiva. A experiência é o conhecimento válido do modo como as aparências se sucedem como objetos. Esse conhecimento é expresso na forma de um julgamento hipotético [se/então].
§ 30. Os princípios que contêm a referência dos conceitos puros do entendimento ao mundo sensível só podem ser usados para pensar ou falar de objetos experimentados, não de coisas em si. Esses conceitos puros não são derivados da experiência. A experiência é derivada desses conceitos puros. Isso resolve o problema de Hume em relação ao conceito puro de causalidade.
A matemática pura e a ciência natural pura nunca podem se referir a nada além de meras aparências. Eles só podem representar (1) aquilo que torna possível a experiência em geral, ou (2) aquilo que sempre deve ser capaz de ser representado em alguma experiência particular possível.
§ 31. Por este método, ganhamos conhecimento definido com referência à metafísica. Pesquisadores não científicos também poderiam dizer que nunca podemos alcançar, com nossa razão, além da experiência. Eles, no entanto, não têm motivos para sua afirmação.
§ 32. Antigos filósofos afirmavam que o mundo sensível era uma ilusão. O mundo inteligível, diziam eles, era real e atual. A filosofia crítica, no entanto, reconhece que os objetos dos sentidos são meras aparências, mas geralmente não são ilusões. São aparências de uma coisa em si, que não pode ser conhecida diretamente. Nossos conceitos puros [causalidade, subsistência, etc.] e intuições puras [espaço, tempo] referem-se apenas a objetos de possível experiência sensorial. Eles não têm sentido quando referidos a objetos que não podem ser experimentados.
§ 33. Nossos conceitos puros do entendimento não são derivados da experiência e também contêm uma necessidade estrita, que a experiência nunca atinge. Como resultado, somos tentados a usá-los para pensar e falar sobre objetos de pensamento que transcendem a experiência. Este é um uso transcendente e ilegítimo.
§ 34. Ao contrário dos conceitos empíricos, que se baseiam nas percepções dos sentidos, os conceitos puros do entendimento se baseiam em esquemas. Isso é explicado na Crítica da Razão Pura, A 137 ss. Os objetos assim produzidos ocorrem apenas na experiência. Na Crítica, A 236 ss., explica-se que nada que esteja além da experiência pode ser pensado significativamente usando os conceitos puros sem percepção sensorial.
§ 35. O entendimento, que pensa, nunca deve extraviar-se dos limites da experiência. Mantém a imaginação sob controle. A impossibilidade de pensar em seres não naturais deve ser demonstrada com certeza científica.
§ 36. A constituição de nossos cinco sentidos e a maneira como eles fornecem dados torna a natureza possível materialmente, como uma totalidade de aparências no espaço e no tempo. A constituição de nosso entendimento torna a natureza possível formalmente, como um conjunto de regras que regulam as aparências para que sejam pensadas como conectadas na experiência. Derivamos as leis da natureza das condições de sua unidade necessária em uma consciência. Podemos conhecer, antes de qualquer experiência, as leis universais da natureza porque elas derivam de nossa sensibilidade e entendimento. A natureza e a possibilidade de experiência em geral são as mesmas. O entendimento não deriva suas leis a priori da natureza. O entendimento prescreve leis à natureza.
§ 37. As leis necessárias da natureza que parecemos descobrir nos objetos percebidos foram, na verdade, derivadas de nosso próprio entendimento.
§ 38. De acordo com a lei natural, a gravitação diminui inversamente com o aumento do quadrado das superfícies sobre as quais esta força se espalha. Essa lei é encontrada no próprio espaço? Não, encontra-se no modo como o entendimento conhece o espaço. O entendimento é a origem da ordem universal da natureza. Compreende todas as aparências sob suas próprias leis. Ao fazê-lo, produz a forma pela qual todos os objetos experimentados que nos aparecem estão necessariamente sujeitos às suas leis.
§ 39. Apêndice à ciência natural pura. Sobre o sistema das categorias.
As categorias kantianas constituem um sistema de conceitos completo e necessário e, assim, conduzem à compreensão. Esses conceitos constituem a forma de ligação entre os conceitos que ocorrem em todo conhecimento empírico. Para fazer uma tabela de conceitos puros, fez-se uma distinção entre os conceitos elementares puros da sensibilidade e os do entendimento. Os primeiros são o espaço e o tempo. Estes últimos são os conceitos ou categorias puros. A lista é completa, necessária e certa porque se baseia em um princípio ou regra. Este princípio é que pensar em geral é julgar. Uma tabela das funções dos juízos, quando aplicada a objetos em geral, torna-se uma tabela de conceitos puros do entendimento. Esses conceitos, e somente esses, são todo o nosso conhecimento das coisas pelo entendimento puro.
Esses conceitos puros são funções lógicas e não produzem, por si mesmos, um conceito de um objeto. Para fazer isso, eles precisam ser baseados na intuição sensorial. Seu uso é limitado à experiência.
A tabela sistemática de categorias é usada como uma pista na investigação do conhecimento metafísico completo. Foi usado na Crítica como padrão de pesquisa sobre, entre outras coisas, a alma (A 344), o universo (A 415) e o nada (A 292).

### Parte três do problema transcendental principal. Como é possível a metafísica em geral?
§ 40. A verdade ou a realidade objetiva dos conceitos que são usados na metafísica não pode ser descoberta ou confirmada pela experiência. A metafísica é subjetivamente atual porque seus problemas ocorrem a todos como resultado da natureza de sua razão. Como, entretanto, a metafísica é objetivamente possível? Os conceitos da razão são transcendentes porque dizem respeito à totalidade absoluta de toda experiência possível. A razão não sabe quando parar de perguntar "por quê?" Tal totalidade absoluta não pode ser experimentada. Os objetos correspondentes das Ideias necessárias da razão não podem ser dados na experiência e são ilusões enganosas. Somente por meio do autoconhecimento a razão pode impedir a consideração das Ideias imanentes, subjetivas e orientadoras como sendo objetos transcendentes.
§ 41. Para estabelecer a metafísica como ciência, é preciso distinguir claramente as categorias (conceitos puros do entendimento) e as Ideias (conceitos puros da razão).
§ 42. Os conceitos do entendimento aparecem na experiência. Eles são confirmados pela experiência. Por outro lado, os conceitos transcendentes da razão não podem ser confirmados ou refutados pela experiência porque não aparecem na experiência. A razão deve investigar-se introspectivamente para evitar erros, ilusões e problemas dialéticos.
§ 43. A origem das Ideias transcendentais são as três formas de silogismo que a razão utiliza em sua atividade. A primeira ideia é baseada no silogismo categórico. É a Ideia psicológica do sujeito substancial completo. Essa Ideia resulta em um paralogismo, ou raciocínio dialético involuntariamente falso. A segunda ideia é baseada no silogismo hipotético. É a Ideia cosmológica da série completa de condições. Esta Ideia resulta em uma antinomia, ou contradição. A terceira ideia é baseada no silogismo disjuntivo. É a Ideia teológica do complexo completo de tudo o que é possível. Essa Ideia resulta no problema dialético do Ideal. Desta forma, a razão e suas reivindicações são completa e sistematicamente consideradas.
§ 44. As Ideias da razão são inúteis e até prejudiciais para a compreensão da natureza. A alma é uma substância simples? O mundo teve um começo ou sempre existiu? Um Ser Supremo projetou a natureza? A razão, porém, pode ajudar a tornar a compreensão completa. Para fazer isso, as Ideias da razão são pensadas como se fossem objetos conhecidos.
§ 45. Nota preliminar à dialética da razão pura.
A razão continua a perguntar "por quê?" e não ficará satisfeito até que uma coisa final em si mesma seja experimentada e compreendida. Isso, no entanto, é uma ilusão enganosa. Esse abuso transcendente e ilimitado de conhecimento deve ser contido por instrução científica penosa e trabalhosa.
I. As Ideias Psicológicas (uso errado da Razão além da experiência)
§ 46. A substância (sujeito) não pode ser conhecida. Apenas acidentes (predicados) podem ser conhecidos. A substância é uma mera Ideia, não um objeto. A razão pura, porém, quer erroneamente conhecer o sujeito de todo predicado. Todo sujeito, entretanto, é um predicado para outro sujeito, e assim por diante até onde nosso conhecimento de predicados se estende. Nunca podemos conhecer um sujeito último ou uma substância absoluta. Parece que temos um ego, porém, que é um assunto pensante para nossos pensamentos. O ego, no entanto, não é conhecido. É apenas um sentimento sem conceito de uma existência e uma representação de algo que está relacionado a todo pensamento.
§ 47. Podemos chamar esse eu pensante, ou alma, de substância. Podemos dizer que é um sujeito último que não é predicado de outro sujeito. Substâncias, porém, são permanentes. Se não podemos provar que a alma é permanente, então é um conceito vazio e insignificante. A proposição sintética a priori "o sujeito pensante é permanente" só pode ser provada se for um objeto de experiência.
§ 48. Só se pode dizer que as substâncias são permanentes se formos associá-las à experiência possível ou real. Nunca podemos pensar em substâncias como independentes de toda experiência. A alma, ou substância pensante, não pode ser provada como permanente e imortal, porque a morte é o fim da experiência. Somente os seres vivos podem ter experiências. Não podemos provar nada sobre a substância pensante (alma) de uma pessoa depois que ela morre.
§49. Conhecemos apenas as aparências, não as coisas em si. Corpos reais são aparências externas no espaço. Minha alma, eu ou ego é uma aparência interna no tempo. Os corpos, como aparências do meu sentido exterior, não existem fora dos meus pensamentos. Eu mesmo, como uma aparência de meu sentido interior, não existo fora de ser minha representação no tempo e não posso ser conhecido como imortal. O espaço e o tempo são formas da minha sensibilidade e o que existe neles é uma aparência real que experimento. Essas aparições estão conectadas no espaço e no tempo de acordo com as leis universais da experiência. Qualquer coisa que não possa ser experimentada no espaço ou no tempo não é nada para nós e não existe para nós.
II. As Ideias Cosmológicas (usar erroneamente a Razão além da experiência)
§50. A Ideia Cosmológica é cosmológica porque diz respeito a objetos experimentados sensorialmente e é uma Ideia porque a condição última que ela busca nunca pode ser experimentada. Como seus objetos podem ser sentidos, a Ideia Cosmológica normalmente não seria considerada uma mera Ideia. No entanto, ele supera a experiência quando busca a condição última para todos os objetos condicionados. Ao fazê-lo, é uma mera Ideia.
§ 51. Existem quatro Ideias Cosmológicas. Eles se referem erroneamente à completude, que nunca pode ser experimentada, de uma série de condições. A razão pura faz quatro tipos de afirmações contraditórias sobre essas Ideias. Essas antinomias resultam da natureza da razão humana e não podem ser evitadas.
1. Tese: O mundo tem um início ou limite temporal e espacial. Antítese: O mundo não tem começo ou limite temporal e espacial.
2. Tese: Tudo no mundo consiste em algo que é simples. Antítese: Tudo no mundo não consiste em algo simples.
3. Tese: Existem causas no mundo que são, elas mesmas, livres e incausadas. Antítese: Não há causas no mundo que sejam, elas mesmas, livres e não causadas.
4. Tese: Na série das causas do mundo, há um ser necessário, não causado. Antítese: Na série de causas do mundo, não há um ser necessário, não causado.
§ 52a. Este conflito entre tese e antítese não pode ser resolvido dogmaticamente. Ambos são apoiados por provas. O conflito ocorre quando um observador considera um fenômeno (uma ocorrência observada) como uma coisa em si (uma ocorrência observada sem um observador).
§ 52b. A falsidade de meras Ideias, que não podem ser experimentadas, não pode ser descoberta por referência à experiência. A dialética oculta das quatro Ideias naturais da razão pura, porém, revela seu falso dogmatismo. As afirmações da razão são baseadas em princípios universalmente admitidos, enquanto as afirmações contrárias são deduzidas de outros princípios universalmente reconhecidos. Afirmações contraditórias são ambas falsas quando são baseadas em um conceito autocontraditório. Não há meio termo entre as duas falsas afirmações contraditórias e, portanto, nada é pensado pelo conceito autocontraditório em que se baseiam.
§ 52c. Os objetos experimentados existem, da maneira como aparecem, apenas na experiência. Eles não existem, da forma como aparecem, separados dos pensamentos do espectador. Nas duas primeiras antinomias, tanto a tese quanto a antítese são falsas porque se baseiam em um conceito contraditório.
Com relação à primeira antinomia, não posso dizer que o mundo seja infinito ou finito. Espaço e tempo infinitos ou finitos são meras Ideias e nunca podem ser experimentados.
Com relação à segunda antinomia, não posso dizer que um corpo consiste em um número infinito ou finito de partes simples. A divisão, em partes simples, de um corpo experimentado atinge apenas o alcance da experiência possível.
§ 53. As duas primeiras antinomias eram falsas porque consideravam uma aparência uma coisa-em-si (uma coisa tal como é separada de uma aparência). Nas duas últimas antinomias, devido a um mal-entendido, uma aparência foi equivocadamente oposta a uma coisa-em-si. As teses são verdadeiras para o mundo das coisas-em-si, ou o mundo inteligível. As antíteses são verdadeiras para o mundo das aparências, ou o mundo fenomênico.
Na terceira antinomia, a contradição se resolve se percebermos que a necessidade natural é uma propriedade das coisas apenas como meras aparências, enquanto a liberdade é atribuída às coisas-em-si. Uma ação de um ser racional tem dois aspectos ou estados de ser: (1) como uma aparência, é um efeito de alguma causa anterior e é uma causa de algum efeito subsequente, e (2) como uma coisa-em-si é livre ou espontâneo. A necessidade e a liberdade podem ambas ser predicadas da razão. No mundo das aparências, os motivos necessariamente causam ações. Por outro lado, Ideias e máximas racionais, ou princípios de conduta, comandam o que um ser razoável deve fazer. Todas as ações dos seres racionais, como aparências, são estritamente determinadas pela causalidade. As mesmas ações são livres quando o ser racional age como uma coisa-em-si de acordo com a mera razão prática.
A quarta antinomia é resolvida da mesma forma que a terceira. Em nenhum lugar no mundo das experiências sensoriais e aparências existe um ser absolutamente necessário. Todo o mundo das experiências sensoriais e das aparências, no entanto, é o efeito de um ser absolutamente necessário que pode ser pensado como uma coisa-em-si que não está no mundo das aparências.
§ 54. Essa antinomia ou autoconflito da razão resulta quando a razão aplica seus princípios ao mundo sensível. A antinomia não pode ser evitada enquanto os objetos (meras aparências) do mundo sensível forem considerados coisas-em-si (objetos independentemente da maneira como aparecem). Esta exposição da antinomia permitirá ao leitor combater as ilusões dialéticas que decorrem da natureza da razão pura.
III. A Ideia Teológica
§ 55. Esta Ideia é a de um Ser original, primordial, mais elevado, mais perfeito. A partir dessa Ideia da razão pura, determina-se a possibilidade e a realidade de todas as outras coisas. A Ideia deste Ser é concebida para que toda experiência seja compreendida em uma conexão ordenada e unida. É, no entanto, uma ilusão dialética que resulta quando assumimos que as condições subjetivas de nosso pensamento são as condições objetivas dos objetos no mundo. A Ideia teológica é uma hipótese que foi feita para satisfazer a razão. Tornou-se erroneamente um dogma.
§ 56. Observação geral sobre as ideias transcendentais
As Ideias psicológicas, cosmológicas e teológicas nada mais são do que puros conceitos da razão. Eles não podem ser experimentados. Todas as perguntas sobre eles devem ser respondidas porque são apenas princípios que a razão originou de si mesma para alcançar uma compreensão completa e unificada da experiência. A Ideia de um todo de conhecimento segundo princípios dá ao conhecimento uma unidade sistemática. A unidade das Ideias transcendentais da razão nada tem a ver com o objeto do conhecimento. As Ideias são meramente para uso regulatório. Se tentarmos usar essas Ideias além da experiência, o resultado será uma dialética confusa.

### Conclusão. Sobre a determinação dos limites da razão pura
§ 57. Não podemos conhecer as coisas em si mesmas, isto é, as coisas como elas são sem serem experimentadas. No entanto, as coisas em si podem existir e pode haver outras formas de conhecê-las, além da nossa experiência. Devemos evitar supor que os limites de nossa razão são os limites da possibilidade das coisas em si. Para fazer isso, devemos determinar o limite do uso de nossa razão. Queremos saber sobre a alma. Queremos saber sobre o tamanho e a origem do mundo e se temos livre arbítrio. Queremos saber sobre um Ser Supremo. Nossa razão deve permanecer dentro do limite das aparências, mas assume que pode haver conhecimento das coisas-em-si que existem além desse limite. A matemática e as ciências naturais permanecem dentro dos limites das aparências e não precisam ir além. A natureza da razão é que ela quer ir além das aparências e quer conhecer a base das aparências. A razão nunca para de perguntar "por quê?" A razão não descansará até que conheça a condição completa para toda a série de condições. As condições completas são pensadas como sendo as Ideias transcendentais da Alma imaterial, do mundo inteiro e do Ser Supremo. Para pensar esses seres de mero pensamento, atribuímos-lhes simbolicamente propriedades sensoriais. Desta forma, as Ideias marcam os limites da razão humana. Eles existem na fronteira porque falamos e pensamos sobre eles como se possuíssem as propriedades tanto das aparências quanto das coisas-em-si. t descanse até conhecer a condição completa para toda a série de condições. As condições completas são pensadas como sendo as Ideias transcendentais da Alma imaterial, do mundo inteiro e do Ser Supremo. Para pensar esses seres de mero pensamento, atribuímos-lhes simbolicamente propriedades sensoriais. Desta forma, as Ideias marcam os limites da razão humana. Eles existem na fronteira porque falamos e pensamos sobre eles como se possuíssem as propriedades tanto das aparências quanto das coisas-em-si. As condições completas são pensadas como sendo as Ideias transcendentais da Alma imaterial, do mundo inteiro e do Ser Supremo. Para pensar esses seres de mero pensamento, atribuímos-lhes simbolicamente propriedades sensoriais. Desta forma, as Ideias marcam os limites da razão humana. Eles existem na fronteira porque falamos e pensamos sobre eles como se possuíssem as propriedades tanto das aparências quanto das coisas-em-si.
Por que a razão está predisposta a inferências metafísicas e dialéticas? Para fortalecer a moralidade, a razão tende a se contentar com explicações físicas que se referem apenas à natureza e ao mundo sensível. A Razão usa Ideias que estão além do mundo sensível como analogias de objetos sensíveis. A Ideia psicológica da Alma é um impedimento do materialismo. As Ideias cosmológicas de liberdade e necessidade natural, bem como a magnitude e duração do mundo, servem para se opor ao naturalismo, que afirma que meras explicações físicas são suficientes. A Ideia teológica de Deus liberta a razão do fatalismo.
§ 58. Não podemos conhecer o Ser Supremo absolutamente ou como ele é em si mesmo. Podemos conhecê-lo no que se refere a nós e ao mundo. Por meio da analogia, podemos conhecer a relação entre Deus e nós. O relacionamento pode ser como o amor de um pai por um filho, ou de um relojoeiro por seu próprio relógio. Conhecemos, por analogia, apenas o relacionamento, não as coisas desconhecidas que estão relacionadas. Dessa forma, pensamos no mundo como se fosse feito por um Ser Racional Supremo.

### Solução da questão geral dos Prolegômenos. Como a metafísica é possível como ciência?
A metafísica, como disposição natural da razão, é atual. No entanto, a própria metafísica leva à ilusão e ao argumento dialético. Para que a metafísica se torne uma ciência, uma crítica da razão pura deve investigar sistematicamente o papel dos conceitos a priori no entendimento. A mera análise desses conceitos não contribui em nada para o avanço da metafísica como ciência. É necessária uma crítica que mostre como esses conceitos se relacionam com a sensibilidade, o entendimento e a razão. Uma tabela completa deve ser fornecida, bem como uma explicação de como eles resultam em a priori sintéticos conhecimento. Essa crítica deve demarcar estritamente os limites da razão. Confiança no senso comum ou declarações sobre probabilidade não levará a uma metafísica científica. Somente uma crítica da razão pura pode mostrar como a razão investiga a si mesma e pode ser o fundamento da metafísica como ciência completa, universal e certa.

### Apêndice

#### Como tornar a metafísica uma ciência real
É necessário um exame preciso e cuidadoso da única crítica existente da razão pura. Caso contrário, todas as pretensões à metafísica devem ser abandonadas. A crítica existente da razão pura só pode ser avaliada depois de investigada. O leitor deve ignorar por um tempo as consequências das pesquisas críticas. As pesquisas da crítica podem se opor à metafísica do leitor, mas os fundamentos de onde derivam as consequências podem ser examinados. Várias proposições metafísicas conflitam entre si. Não há critério certo da verdade dessas proposições metafísicas. Isso resulta em uma situação que exige que a crítica atual da razão pura seja investigada antes que ela possa ser julgada quanto ao seu valor em fazer da metafísica uma ciência real.

#### Pré-julgar aCrítica da Razão Pura
Kant foi motivado a escrever este Prolegômenos depois de ler o que julgou ser uma revisão superficial e ignorante de sua Crítica da Razão Pura. A revisão foi publicada anonimamente em um jornal e foi escrita por Garve com muitas edições e exclusões de Feder. A crítica de Kantfoi descartado como "um sistema de idealismo transcendental ou superior". Isso fez parecer que era um relato de coisas que existem além de toda experiência. Kant, no entanto, insistiu que sua intenção era restringir sua investigação à experiência e ao conhecimento que a torna possível. Entre outros erros, a revisão afirmou que a tabela e a dedução das categorias de Kant eram "axiomas comuns e bem conhecidos da lógica e da ontologia, expressos de maneira idealista". Kant acreditava que sua Crítica era uma declaração importante sobre a possibilidade da metafísica. Ele tentou mostrar nos Prolegômenos que todos os escritos sobre metafísica devem parar até que sua Críticafoi estudado e aceito ou então substituído por uma crítica melhor. Qualquer metafísica futura que pretenda ser uma ciência deve dar conta da existência de proposições sintéticas a priori e das antinomias dialéticas da razão pura.

#### Propostas para uma investigação daCrítica da Razão Purasobre a qual um julgamento pode seguir
Kant propôs que seu trabalho fosse testado em pequenos incrementos, começando com as afirmações básicas. Os Prolegômenos podem ser usados como um esboço geral para serem comparados com a Crítica. Ele não ficou satisfeito com certas partes da Crítica e sugeriu que as discussões nos Prolegômenos fossem usadas para esclarecer essas seções. As partes insatisfatórias foram a dedução das categorias e os paralogismos da razão pura na Crítica. Se a Crítica e os Prolegômenos são estudadas e revisadas por um esforço conjunto de pessoas pensantes, então a metafísica pode finalmente tornar-se científica. Desta forma, o conhecimento metafísico pode ser distinguido do conhecimento falso. A teologia também será beneficiada porque se tornará independente do misticismo e da especulação dogmática.

## Avaliação
Lewis White Beck afirmou que o principal interesse dos Prolegômenos para o estudante de filosofia é "a maneira pela qual ele vai além e contra as visões do positivismo contemporâneo". Ele escreveu: "Os Prolegômenos são, além disso, a melhor de todas as introduções àquela vasta e obscura obra-prima, a Crítica da Razão Pura. como um livro-texto da filosofia kantiana". Ernst Cassirer afirmou que "os Prolegômenos inauguram uma nova forma de popularidade verdadeiramente filosófica, incomparável em termos de clareza e perspicácia". Schopenhauer, em 1819, declarou que os Prolegômenos eram "a melhor e mais compreensível das principais obras de Kant, que é muito pouco lida, pois facilita imensamente o estudo de sua filosofia".